# Therrya
Therrya — рід грибів родини Rhytismataceae. Назва вперше опублікована 1882 року.

## Класифікація
До роду Therrya відносять 9 видів:
- Therrya abieticola
- Therrya cembrae
- Therrya eucalypti
- Therrya fuckelii
- Therrya gallica
- Therrya piceae
- Therrya pini
- Therrya pseudotsugae
- Therrya tsugae